# Movimentos indígenas na Amazônia

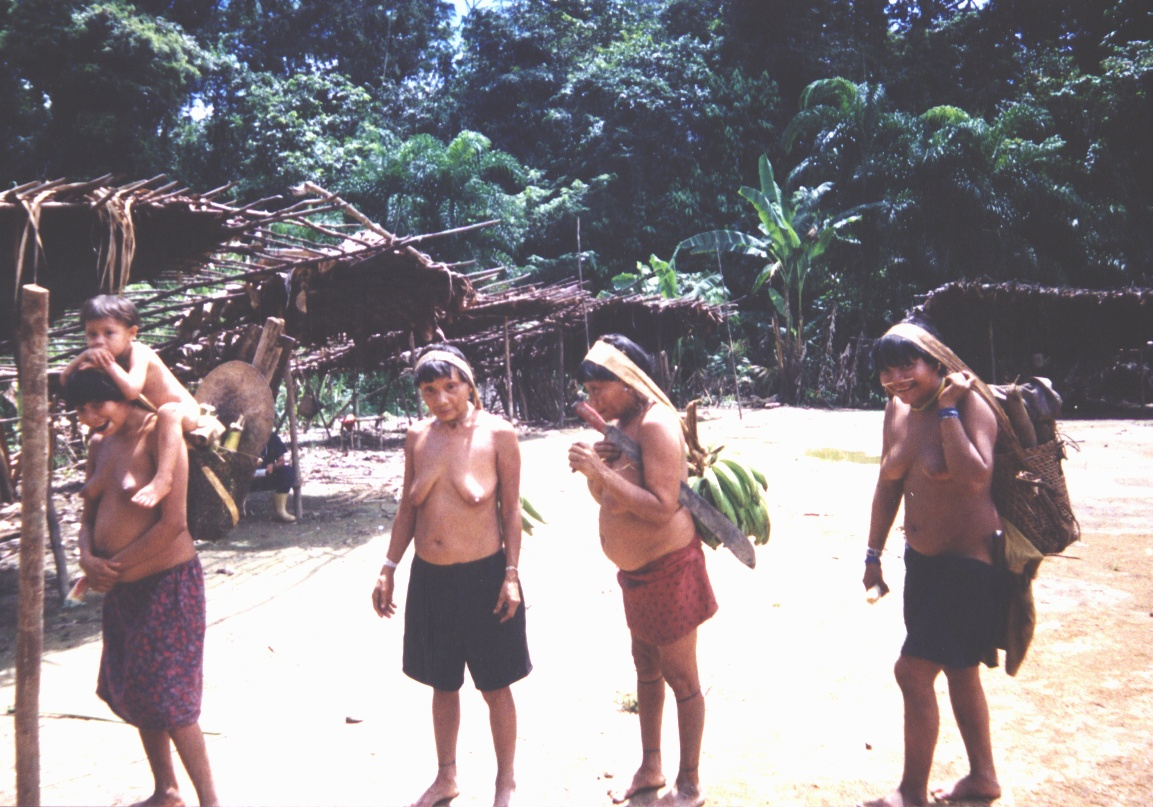
Indígenas Yanomamis que habitam na Amazônia

Os Movimentos indígenas na Amazônia emergem como protagonistas na luta por justiça social e reconhecimento, configurando-se como fundamentais para a formulação de políticas públicas que garantam direitos básicos a esses grupos historicamente subalternizados no Brasil. Durante o período colonial, as populações indígenas enfrentaram genocídio, escravização e destruição cultural, um processo que, mesmo com a evolução de legislações, continua refletido em formas contemporâneas de marginalização, como a invasão de territórios, falta de acesso a saúde e educação adequadas, e exclusão dos debates políticos.

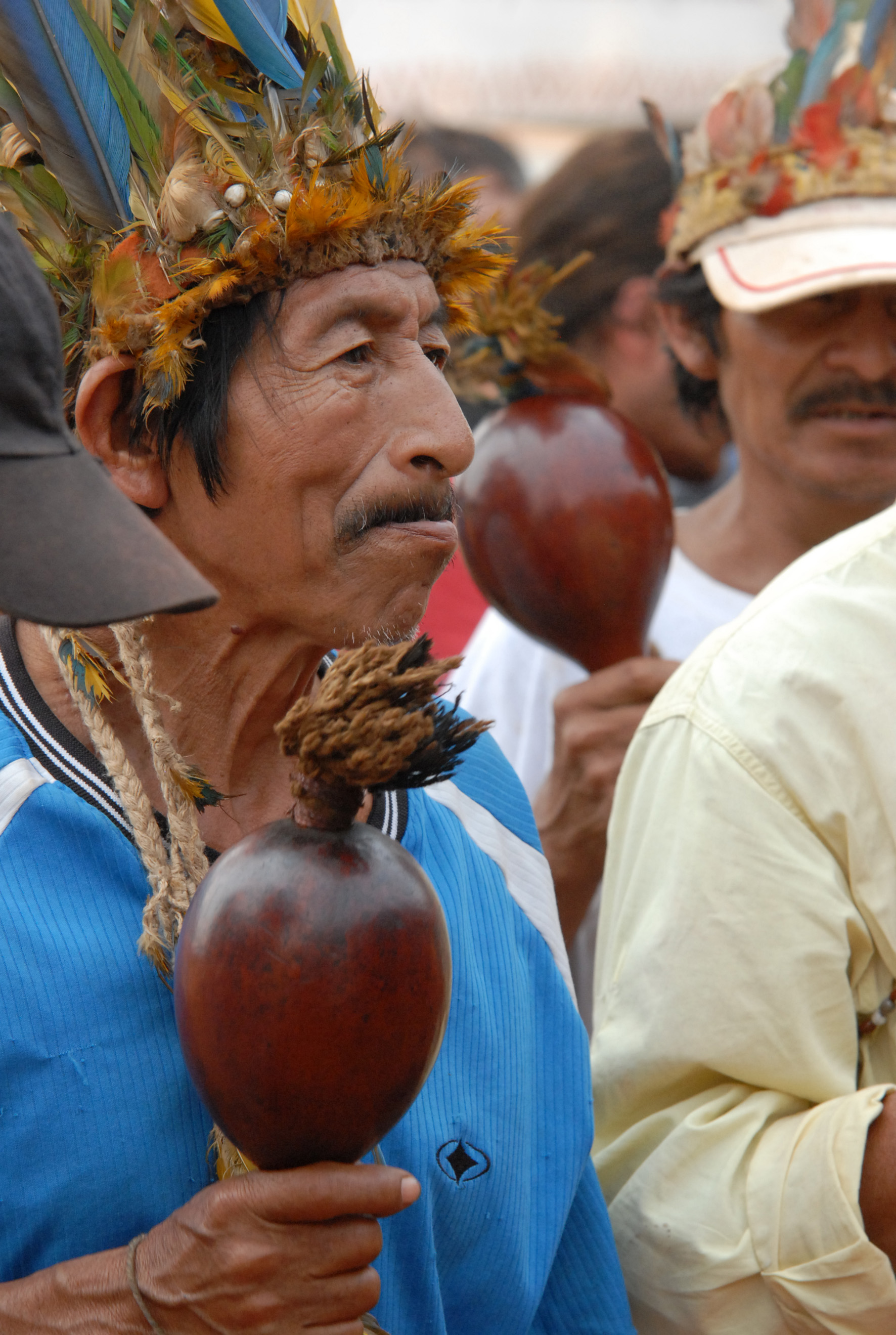
Xamã guarani

Atualmente, esses povos desempenham um papel estratégico não apenas na conservação ambiental, dada sua relação intrínseca com os biomas que habitam, mas também na defesa de suas culturas, línguas e modos de vida. Essa importância é amplificada pela necessidade de políticas públicas que os reconheçam como sujeitos de direitos diferenciados, conforme estabelecido na Constituição de 1988. Movimentos como a APIB e COIAB evidenciam que a luta indígena não é apenas pela sobrevivência, mas também pelo direito de existir com autonomia, moldando caminhos que conciliem desenvolvimento sustentável, direitos humanos e a preservação da sociodiversidade. Assim, a inclusão efetiva dos povos indígenas no desenho de políticas públicas não é apenas uma questão de reparação histórica, mas um passo essencial para a construção de uma sociedade mais justa e plural.

## Contexto Histórico

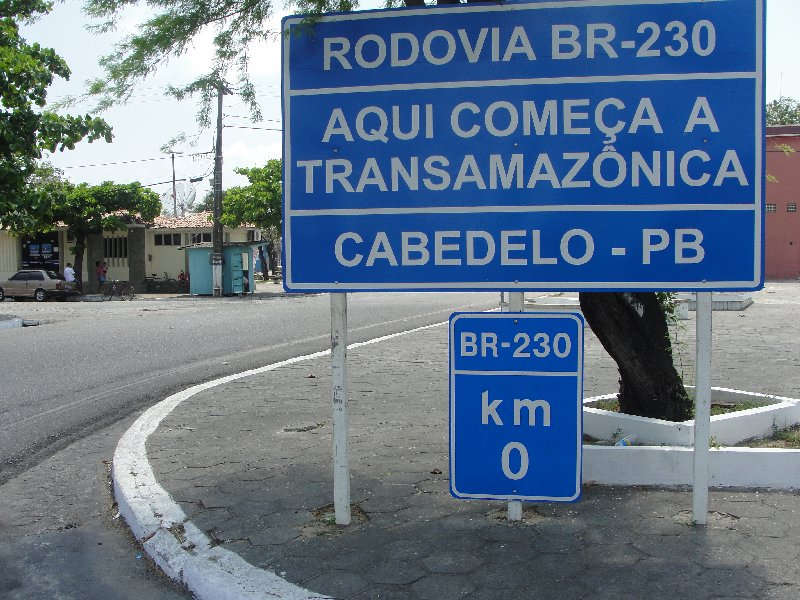
BR-230, Transamazônica

A articulação política dos povos indígenas ganhou força especialmente a partir da década de 1970, em meio ao regime militar brasileiro, quando projetos de integração nacional impactaram gravemente as terras indígenas, como consequência dos grandes projetos de desenvolvimento de impostos pelo governo militar, como a construção de rodovias (BR-230, Transamazônica) e grandes obras de infraestrutura e a expansão da agropecuária. A criação de organizações como o Conselho Indigenista Missionário (CIMI) e a mobilização para a Assembleia Constituinte de 1988 foram marcos importantes. Nesse período, os povos indígenas garantiram o reconhecimento dos direitos territoriais e culturais na Constituição Federal.

## Principais Demandas
Os movimentos indígenas no Amazonas articulam suas lutas em torno de três grandes eixos:
1. Território e Demarcação: A reivindicação pela demarcação e pela garantia das terras indígenas é central, uma vez que esses territórios são essenciais para a sobrevivência física, cultural e espiritual das comunidades.
2. Direitos Humanos e Cidadania: Esses movimentos lutam contra a violência, a discriminação e a transparência dos direitos fundamentais, buscando maior inclusão nas políticas públicas de saúde, educação e desenvolvimento sustentável.
3. Preservação Cultural e Ambiental: A defesa da floresta e da biodiversidade está intimamente ligada à preservação da cultura e das práticas tradicionais indígenas.[5]

## Organizações de Destaque
No Amazonas, diversas organizações e lideranças desempenham papel fundamental na articulação dos movimentos indígenas, incluindo:
- COIAB (Coordenação das Organizações Indígenas da Amazônia Brasileira): Fundada em 1989, a COIAB é a maior associação indígena da Amazônia brasileira, promovendo o fortalecimento político e cultural dos povos indígenas.
- APIB (Articulação dos Povos Indígenas do Brasil): Embora de abrangência nacional, a APIB tem uma forte presença no Amazonas, apoiando ações locais e levando as demandas indígenas ao cenário político nacional e internacional.
- Organizações Locais: Diversos conselhos e associações, como o Conselho Indígena do Alto Rio Negro (CIRN)[6] e a Federação das Organizações Indígenas do Rio Negro (FOIRN), também são referências importantes no estado.[7]

## Conquistas e Desafios
Os movimentos indígenas no Amazonas conquistaram avanços importantes, como a demarcação de terras e a ampliação do reconhecimento cultural e político. No entanto, enfrentam desafios constantes, incluindo:
- Pressão do Agronegócio e Mineração Ilegal: A expansão desses setores representa uma ameaça direta às terras e aos modos de vida indígenas.
- Mudanças Climáticas: A manipulação ambiental afeta diretamente as comunidades que dependem de recursos naturais para sua subsistência.
- Violência e Criminalização: Muitos líderes indígenas enfrentam ameaças de morte e perseguições em decorrência de sua atuação política.[7]

## Atuação Internacional
Nos últimos anos, os movimentos indígenas do Amazonas têm buscado cada vez mais visibilidade em fóruns internacionais, como as conferências climáticas da ONU (COP), para denunciar a proteção de direitos e propor alternativas sustentadas em seus conhecimentos tradicionais.
Os movimentos indígenas do Amazonas representam não apenas uma luta por direitos e justiça, mas também uma visão alternativa de desenvolvimento, baseada na harmonia com a natureza e no respeito à diversidade cultural. Eles se tornam, assim, vozes fundamentais na defesa da Amazônia e na busca por um futuro sustentável para o planeta.